# Stumpffia psologlossa
Stumpffia psologlossa es una especie de anfibio anuro de la familia Microhylidae. Esta especie es endémica del norte de Madagascar, donde se encuentra en las islas de Nosy Bé, Nosy Sakatia y Nosy Komba, y en las zonas costeras cercanas de Benavony y Maromiandra. Habita entre la hojarasca de selvas tropicales primarias y secundarias y en plantaciones de café por debajo de los 700 metros de altitud. Sus renacuajos se desarrollan en nidos de espuma en el suelo que los machos protegen. No se alimentan durante su fase de renacuajo. Está en peligro de extinción debido a la deforestación de las selvas que habita causada por las actividades humanas.